# Прохоров, Дмитрий Дмитриевич
Дмитрий Дмитриевич Прохоров (1827 — 1881) — генерал-лейтенант Российской империи. Участник Русско-турецкой войны 1877—1878, командующий 1-й пехотной дивизией.

## Биография
Дмитрий Дмитриевич Прохоров родился 9 октября 1827 года, происходил из дворян Владимирской губернии, воспитывался в Первом Московском кадетском корпусе. 10 августа 1845 года поступил на службу прапорщиком в лейб-гвардейский Волынский полк. 24 декабря 1852 года был назначен помощником командира кадрозапасного батальона, а затем 1-го апреля 1855 г. переведён снова в лейб-гвардейский Волынский полк и 6-го декабря того же года был произведён в капитаны. Затем Прохоров служил в лейб-гвардейском Павловском полку (1861—1863 гг.), полковником был командиром 11-го Псковского пехотного (1863—1866), а затем — лейб-гвардейского Волынского (1866—1873 гг.) полков, командиром 2-й бригады 3-й Гвардейской пехотной дивизии (1873—1876 гг.) и 1-й пехотной дивизии (с 13-го января 1876 г.). 10 июня 1867 года произведён в генерал-майоры, а 30-го августа 1876 г в генерал-лейтенанты .

## Русско-турецкая война 1877—1878
С началом Русско-Турецкой кампании 1877 года генерал Прохоров вошёл со своей дивизией в состав Рущукского отряда, который, невзирая на всю трудность положения, в течение более полугода, стойко выдерживал натиск армии четырёхугольника турецких крепостей и дал возможность остальным русским войскам пережить кризис и победоносно дойти до стен Константинополя. 10-го августа 1877 года ему, как начальнику Попкиойской позиций, поручено было занять Аясларские высоты, которые должны были охранять и обеспечивать передовые позиции русской армии. Тогда-то и произошло Аясларское дело, в котором 7 русских батальонов при восемнадцати орудиях и двух сотнях казаков два дня дрались против турецких 8 батальонов, 6 эскадронов, 3 сотен с двадцатью орудиями под страшным 40° градусным зноем, и только когда к туркам 11-го числа подошло ещё семь батальонов подкрепления, русские принуждены были отступить с большими потерями, не выполнив своей задачи. Затем 1-й дивизии пришлось принять участие в деле только в конце войны, когда 16-го января 1878 г. Прохоров после небольшой перестрелки занял Разград. 1-го февраля 1878 года Наследник Цесаревич, командовавший восточным отрядом, прощаясь с войсками Рущукского отряда, объявил в приказе свою искреннюю благодарность в числе других и генерал-лейтенанту Прохорову. Также ему было присвоено звание Почётного гражданина города Разград. Генерал Прохоров скончался 15-го декабря 1881 года.

## Награды
- Орден Святой Анны 3-й степени (1859)
- Орден Святого Станислава 2-й степени (1863)
- Орден Святой Анны 2-й степени (1866)
- Орден Святого Владимира 3-й степени (1869)
- Орден Святого Станислава 1-й степени (1871)
- Орден Святой Анны 1-й степени (1872)
- Орден Франца Иосифа 1-й степени (1874, Австро-Венгрия)
- Золотое оружие «За храбрость» (1877)
- Орден Святого Владимира 2-й степени с мечами (1879)